# هیوندای ویا
هیوندای ویا (کره‌ای: 현대위아) شرکت صنایع سنگین کره‌ای است، که در سال ۱۹۷۶ توسط گروه هیوندای موتور تأسیس شد.